# Santi Sette Fondatori

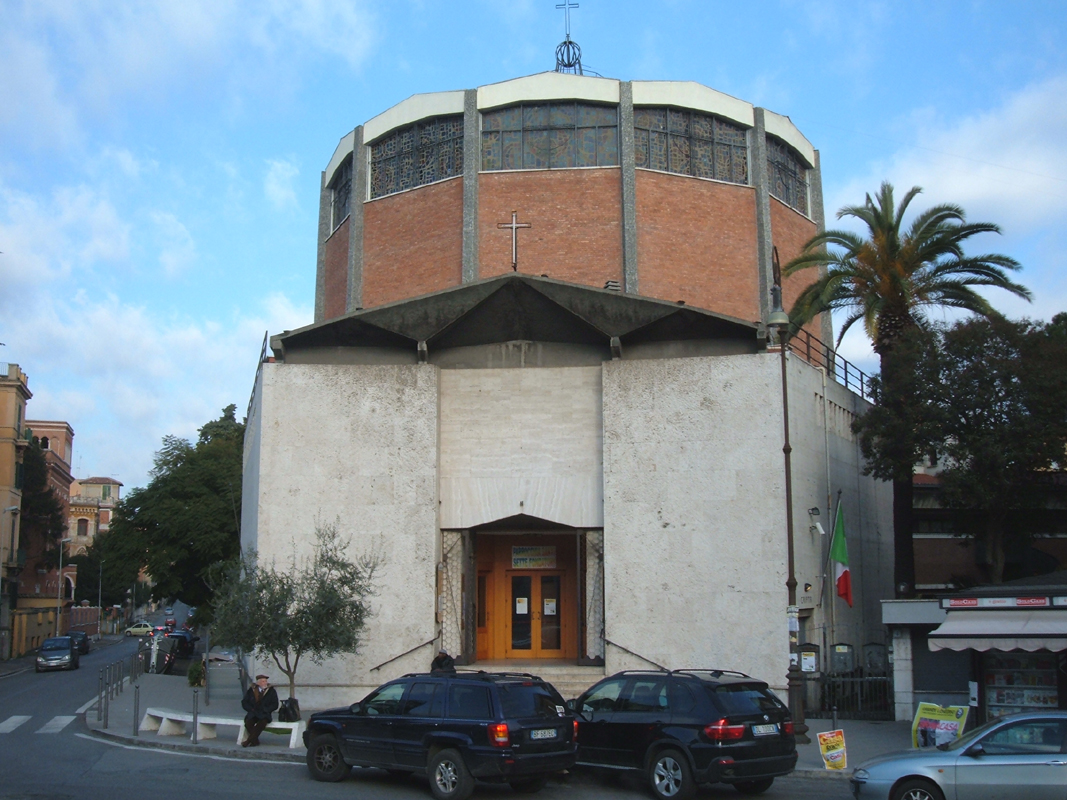
Vista da igreja.

Santi Sette Fondatori é uma igreja de Roma localizada no cruzamento da Via Bari  e da Via Lazzaro Spallanzani com a Piazza Salerno, no quartiere Nomentano. É dedicada aos Sete Santos Fundadores da Ordem dos Servos de Maria, cujos membros são conhecidos como "servitas".

## História
Esta igreja foi construída entre 1946 e 1956 com base num projeto do arquiteto Alberto Tonelli e foi dedicada aos Sete Santos Fundadores, devotos florentinos que fundaram a ordem dos servitas. A igreja é sede de uma paróquia criada em 26 de maio de 1935 através do decreto Vineam Domini do cardeal-vigário Francesco Marchetti Selvaggiani e está desde a fundação sob os cuidados da Ordem dos Servos de Maria, proprietários do edifício.

## Descrição
A igreja tem uma planta dodecagonal. Externamente se apresenta em dois pisos: o inferior está revestido de mármore branco e o superior, de tijolos atravessados por nervuras verticais em concreto armado. Coroando a estrutura está uma série de janelas com vitrais multicoloridos.
O interior tem um formato circular com uma série de dez pilastras de cimento que sugerem uma espécie de nave perimetral. Atrás do altar-mor está um mosaico realizado em 1964 por Ambrogio Fumagalli. Na contrafachada está um balcão para abrigar um órgão de tubos. Característica também é a cripta, dedicada aos mortos e desaparecidos italianos de todas as guerras: ali estão conservadas memórias dos que se foram, como fotos, medalhas, divisas, bandeiras, armas além dos nomes esculpidos nas paredes. É notável também que Maceo Casadei, natural de Forlì como São Peregrino Laziosi, realizou para esta igreja, em 1959, o afresco "Visão da Virgem pelos Sete Santos Fundadores".